# 伯恩斯城 (印地安納州)
伯恩斯城（英語：Burns City）是位於美國印地安納州馬丁縣的一個人口普查指定地區。

## 人口
根據2010年美國人口普查的數據，當地共有人口117人。